# 三毛猫ホームズの世紀末
『三毛猫ホームズの世紀末』（みけねこホームズのせいきまつ）は、日本の小説家赤川次郎によって1995年に発表された三毛猫ホームズシリーズの長編推理小説である。

## あらすじ
有名詩人の白鳥聖人が出演するトークショーが撮影されているテレビスタジオで、片山義太郎と晴美は、白鳥を殺害しようと花束にナイフをしこんだ女性を取り押さえた。彼女は、
「あの男は悪魔よ」
と告げる。一方、石津刑事の従姉妹である雪子は、白鳥と恋に落ちた。

## 主な登場人物
- 片山義太郎 - 警視庁捜査一課のダメ刑事
- 片山晴美 - 義太郎の妹
- 石津刑事 - 晴美に恋をする猫嫌いの刑事
- 石津雪子 - 石津の従姉妹
- ホームズ - 三毛猫

## 書誌情報
- 『三毛猫ホームズの世紀末』（光文社カッパノベルス、1995年03月） ISBN 4-334-07129-5
- 『三毛猫ホームズの世紀末』（光文社光文社文庫、1998年05月） ISBN 4-334-72596-1
- 『三毛猫ホームズの世紀末』（角川書店角川文庫、2004年05月） ISBN 4-04-187976-0